# Don't Touch Me
Don't Touch Me는 대한민국의 4인조 걸그룹 환불원정대의 노래이다.

## 같이 보기
- 환불원정대
- 놀면 뭐하니?
- MBC